# Bird Island (Grenada)
Bird Island (auch: Bird islet, oder nur Bird) ist eine zu Grenada gehörende unbewohnte Insel der Kleinen Antillen in der Karibik.

## Geographie
Die Insel liegt verhältnismäßig weit vor der Nordostküste von Saint Patrick. Sie ist der Endpunkt in der Reihe von Sugar Loaf, Green Island und Sandy Island Sie erhebt sich auf ca. 11 m.